# Yaverlandia
Yaverlandia ist eine nur durch spärliche Funde bekannte Gattung von Vogelbeckensauriern (Ornithischia), möglicherweise aus der Gruppe der Pachycephalosauria. Einzige beschriebene Art ist Y. bitholus.
Von Yaverlandia wurde bislang nur der Teil des Schädels gefunden. Das Stirnbein weist die für die Pachycephalosaurier übliche Verdickung auf, aber keine Aufwölbung, sodass er zu den flachköpfigen Vertretern gehört haben könnte. Ansonsten ist über den Körperbau dieses Dinosauriers nichts bekannt. Andere Forscher wie Robert Sullivan bezweifeln die Zugehörigkeit von Yaverlandia zu den Pachycephalosauriern, er zitiert laufende Untersuchungen, nach denen es sich dabei um einen Theropoden handeln könnte.
Die fossilen Überreste von Yaverlandia wurden auf der englischen Isle of Wight gefunden und 1971 erstbeschrieben. Der Name leitet sich von der Ortschaft Yaverland ab, einzige Art ist Y. bitholus. Die Funde werden in die Unterkreide (Barremium) auf ein Alter von ca. 131 bis 126 Millionen Jahre datiert.
Yaverlandia zählt mit Stenopelix (ebenfalls aus der Unterkreide) und Ferganocephale (aus dem Mittleren Jura) zu den älteren, aber allesamt umstrittenen Funden von Pachycephalosauriern. Diese Gruppe ist ansonsten nur aus der Oberkreide aus Ostasien und Nordamerika bekannt.